# Kalinówka (rejon święciański)
Kalinówka – dawny chutor na Litwie, w okręgu wileńskim, w rejonie święciańskim, w gminie Świrki.

## Historia
W czasach zaborów zaścianek w gminie Huduciszki, w powiecie święciańskim, w guberni wileńskiej Imperium Rosyjskiego. 
W dwudziestoleciu międzywojennym zaścianek leżał w Polsce, w województwie wileńskim, w powiecie święciańskim, w gminie Hoduciszki.
W 1931 w 1 domu zamieszkiwało 10 osób.
Od 1945 roku w Litewskiej Socjalistycznej Republice Radzieckiej.
Miejscowość została zlikwidowana w 1972 roku.